# بسيل (اسم)
بسيل هو اسم علم مذكر من أصل عربي، ومعناه هو الكثير الغضب، الشديد، العبوس، المقدام الشجاع.

## وصلات خارجية
- موسوعة السلطان قابوس لأسماء العرب